# 有馬良橘

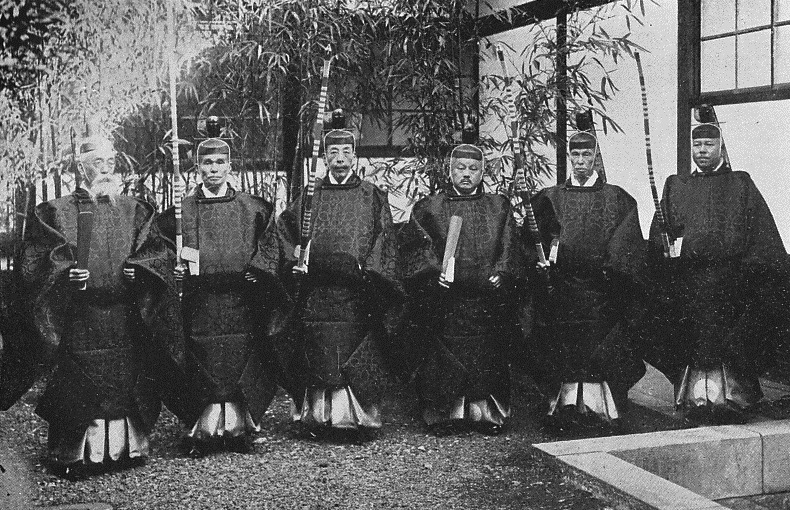
明仁親王誕生時に行われた読書鳴弦の儀奉仕員（左より市村瓚次郎、有馬良橘、大給近孝、辻善之助、松浦靖、細川立興）

有馬 良橘（ありま りょうきつ、1861年12月16日〈文久元年11月15日〉 - 1944年〈昭和19年〉5月1日）は、日本の海軍軍人、神職。最終階級は海軍大将。和歌山県和歌山市出身。養子に海軍中将・有馬寛がいる。

## 経歴
文久元年11月15日（1861年12月16日）、紀州藩の藩医（奥医師）・有馬元函の長男として生まれる。父の元函は紀州徳川家家臣として幕府軍側に参戦転戦したために、良橘が幼少の頃は朝敵扱いされ、良橘の尋常小学校入学が12歳まで遅延する結果を招く。旧制三田英学校より海軍兵学校第12期入校。入校時成績順位は44名中第16位、卒業時成績順位は19名中16位。
有馬の職歴の特徴として明治天皇と東郷平八郎との関わりが深く、日清戦争でも東郷が艦長を務める防護巡洋艦「浪速」の航海長として東郷の指揮下で従軍している。東郷の側近中の側近として、東郷が昭和9年（1934年）に没した際は葬儀委員長も務めた（明治神宮宮司との兼務が問題となり途中辞任）が、政治的には全くの無色な態度を通した。
日露戦争では連合艦隊参謀として旅順港閉塞作戦を立案し、2度指揮官の1人として自ら参加した（3回目の作戦時には本国へ戻っていた）。この実績から日露戦争を代表する勇士の一人として、海軍の後輩からの信望が厚かった。参謀職は途中で殖田謙吉と交代し（事実上の更迭ともされる）、残りは防護巡洋艦「音羽」艦長として日本海海戦を戦う。大正初期のシーメンス事件では、当時の海軍大臣・八代六郎から請われ査問委員を務め公正な判断を下す。
昭和期に入り条約派対艦隊派間の紛争となった際は艦隊派が、有馬が東郷の側近の1人と知って担ぎ出そうとした際も「一介の軍人が介入すべき事項ではない」と一切拘わりを拒絶した。ただし有馬が理事長であった海軍予備役士官の団体である有終会はワシントン海軍軍縮会議に反対を唱えている。
1931年（昭和6年）には明治天皇の侍従武官を務めた経歴から明治神宮宮司（1931年9月14日 - 1943年8月27日）、1933年（昭和8年）には全国神職会の顧問に就任。1937年には国民精神総動員中央連盟の会長となる。
太平洋戦争末期の1944年（昭和19年）5月1日、東京にて死去。生前、病に伏せた有馬に、天皇・皇后からお尋ねとして葡萄酒が下賜されたほか、葬送にあたっては勅使として三井安弥が遣わされ幣帛が下賜された。

## 人物像
幼少の頃から苦労を強いられた人生を送ったために、普段の私生活は海軍将官とは想像もできない清貧を極めたものだった。また、明治、大正、昭和各天皇の信任が篤かった。
皇祖皇太神宮天津教の信者だったといわれている。

## 年譜
- 文久元年11月15日（1861年12月16日） - 紀伊国和歌山城下（現在の和歌山県和歌山市）生
- 明治6年（1873年）4月1日 - 広瀬尋常小学校入学
- 明治9年（1876年）
  - 3月31日 - 広瀬尋常小学校卒業
  - 4月1日 - 私立同志社英学校自修舎入学
- 明治14年（1881年）4月1日 - 三田英学校（現・錦城学園高等学校）入学
- 明治15年（1882年）9月30日 - 海軍兵学校入校 入校時成績順位44名中16位
- 明治18年（1885年）10月24日 - 砲艦「筑波」乗組
- 明治19年（1886年）
  - 2月9日 - 練習艦遠洋航海出発 ニューカッスル〜シドニー〜ウェリントン〜フィジー〜サモア〜ホノルル〜アピア(サモア)〜パンゴパンゴ(サモア)方面巡航
  - 11月12日 - 帰着
  - 12月7日 - 海軍兵学校卒業 卒業時成績順位19名中第16位・任 海軍少尉候補生・2等巡洋艦「高千穂」乗組
- 明治21年（1888年）
  - 1月13日 - 任 海軍少尉・2等巡洋艦「高千穂」分隊士
  - 4月9日- 砲艦「天城」分隊士兼航海士
- 明治22年（1889年）6月25日 - 砲艦「天城」航海長心得
- 明治23年（1890年）
  - 1月10日 - 3等巡洋艦「千代田」回航委員
  - 4月6日 - 日本出発
- 明治24年（1891年）
  - 1月26日 - イギリス出発
  - 4月11日 - 横須賀回着
  - 4月21日 - 2等巡洋艦「千代田」航海長心得
  - 12月14日 - 任 海軍大尉・2等巡洋艦「千代田」航海長
- 明治25年（1892年）9月10日 - 常備艦隊軍艦通則取調委員
- 明治27年（1894年）4月23日 - 2等巡洋艦「浪速」航海長兼分隊長
- 明治28年（1895年）11月16日 - 横須賀鎮守府参謀
- 明治29年（1896年）10月24日 - 侍従武官
- 明治30年（1897年）12月1日 - 任 海軍少佐
- 明治32年（1899年）9月29日 - 任 海軍中佐
  - 12月21日 - 常備艦隊参謀
- 明治33年（1900年）
  - 5月15日 - 戦艦「三笠」回航委員
  - 6月15日 - 出発
- 明治34年（1901年）5月1日 - 戦艦「三笠」航海長
- 明治35年（1902年）
  - 3月6日 - イギリス出発
  - 5月18日 - 横須賀回着
- 明治36年（1903年）
  - 2月7日 - 病気に依り待命
  - 4月22日 - 装甲巡洋艦「常磐」副長
  - 10月27日 - 常備艦隊参謀
  - 12月28日 - 第一艦隊参謀
- 明治37年（1904年）
  - 4月18日 - 大本営附
  - 5月7日 - 横須賀海軍工廠艤装委員
  - 5月24日 - 3等巡洋艦「音羽」艦長
  - 7月13日 - 任 海軍大佐
- 明治38年（1905年）
  - 6月14日 - 2等巡洋艦「笠置」艦長
  - 12月12日 - 竹敷要港部参謀長
- 明治39年（1906年）11月22日 - 装甲巡洋艦「磐手」艦長
- 明治40年（1907年）12月20日 - 第二艦隊参謀長
- 明治41年（1908年）
  - 4月17日 - 大韓帝国皇帝謁見
  - 5月1日 - 大清帝国皇帝謁見
  - 11月20日 - 海軍砲術学校長
- 明治42年（1909年）12月1日 - 任 海軍少将
- 明治43年（1910年）12月1日 - 海軍省軍令部第1班長
- 大正元年（1912年）
  - 9月10日 - 明治天皇霊柩供奉
  - 12月1日 - 第一艦隊司令官
- 大正2年（1913年）
  - 10月22日 - 佐世保海軍病院入院
  - 11月19日 - 病気に依り待命
  - 12月1日 - 任 海軍中将
- 大正3年（1914年）
  - 1月28日 - 海軍将官会議議員 シーメンス事件査問委員
  - 3月25日 - 海軍兵学校校長
- 大正5年（1916年）12月1日 - 海軍教育本部長兼海軍将官会議議員
- 大正6年（1917年）4月6日 - 第三艦隊司令長官
- 大正7年（1918年）
  - 12月1日 - 海軍将官会議議員
  - 12月11日 - 海軍省軍令部次長代理
- 大正8年（1919年）
  - 11月25日 - 任 海軍大将
  - 12月1日 - 海軍省教育本部長兼海軍将官会議議員
- 大正9年（1920年）12月1日 - 免 海軍省教育本部長
- 大正10年（1921年）8月1日 - 待命
- 大正11年（1922年）4月1日 - 予備役編入
- 昭和2年（1927年）9月1日 - 海軍有終会理事長
- 昭和6年（1931年）
  - 9月14日 - 明治神宮宮司
  - 11月15日- 退役編入
- 昭和7年（1932年）12月26日 - 枢密顧問官
- 昭和9年（1934年）5月30日 - 元帥東郷平八郎海軍大将葬儀委員長
- 昭和12年（1937年）10月12日 - 国民精神総動員中央連盟会長
- 昭和14年（1939年）
  - 4月1日 - 大日本青年団長
  - 10月21日 - 議定官
- 昭和15年（1940年）1月15日 - 特旨を以って宮中杖差許
- 昭和17年（1942年）11月3日 - 昭和天皇・香淳皇后に『明治天皇を偲び奉る』談話を言上
- 昭和18年（1943年）8月27日 - 免 明治神宮宮司
- 昭和19年（1944年）5月1日 - 死去 享年84

## 栄典
位階
- 1891年（明治24年）1月29日 - 正八位[7][8]
- 1892年（明治25年）3月23日 - 正七位[7][9]
- 1897年（明治30年）5月31日 - 従六位[7][10]
- 1899年（明治32年）11月7日 - 正六位[7][11]
- 1904年（明治37年）8月30日 - 従五位[7][12]
- 1909年（明治42年）10月20日 - 正五位[7][13]
- 1913年（大正2年）12月27日 - 従四位[7]
- 1917年（大正6年）4月20日 - 正四位[7]
- 1919年（大正8年）12月10日 - 従三位[7]
- 1922年（大正11年）4月20日 - 正三位[7]
- 1937年（昭和12年）1月15日 - 従二位[7]
- 1944年（昭和19年）2月1日 - 正二位[7]

勲章等
- 1895年（明治28年）11月18日 - 勲六等瑞宝章・功五級金鵄勲章[14]・明治二十七八年従軍記章[7][15]
- 1896年（明治29年）6月26日 - 単光旭日章[7]
- 1900年（明治33年）11月30日 - 勲五等瑞宝章[7]
- 1904年（明治37年）11月29日 - 勲四等瑞宝章[7]
- 1906年（明治39年）4月1日 - 功三級金鵄勲章・勲三等旭日中綬章・明治三十七八年従軍記章[7][16]
- 1909年（明治42年）4月18日 - 皇太子渡韓記念章[7][17]
- 1914年（大正3年）11月30日 - 勲二等瑞宝章[7][18]
- 1915年（大正4年）11月10日 - 大礼記念章[7][19]
- 1920年（大正9年）
  - 1月30日 - 勲一等瑞宝章[7][20]
  - 11月1日 - 旭日大綬章[7][21]
- 1928年（昭和3年）11月10日 - 大礼記念章（昭和）[7]
- 1934年（昭和9年）4月29日 - 金杯一組[7]
- 1940年（昭和15年）8月15日 - 紀元二千六百年祝典記念章[7][22]
- 1944年（昭和19年）5月1日 - 旭日桐花大綬章[7]

外国勲章佩用允許
- 1934年（昭和9年）3月1日 - 満州帝国：大満洲国建国功労章[7]
- 1938年（昭和13年）7月9日 - 満州帝国：勲一位景雲章[7][23]
- 1941年（昭和16年）12月9日 -  満州帝国：建国神廟創建記念章[7]